# Little Pink
Little Pink (chinois : 小粉红 ; pinyin : xiǎo fěnhóng ; litt. « Petits roses »), est un terme utilisé pour décrire les jeunes nationalistes chinois sur Internet. Le terme Little Pink est à distinguer du terme honker : contrairement à ces derniers, les Little Pink ne sont pas payés par le gouvernement. 

## Origines
Le terme Little Pink trouve son origine sur internet, et plus précisément sur Jinjiang Literature City (chinois : 晋江文学城), un site de littérature rose très populaire chez les jeunes femmes. Jinjiang Literature City se présente comme "le site de littérature féminine le plus influent de Chine continentale".
Sur le forum de discussion de Jinjiang Literature Citiy, certains membres critiquaient systématiquement tous ceux qui exprimaient des opinions négatives vis-à-vis de la Chine. Pour les désigner, les autres membres de Jinjiang Literature City ont alors commencé à utiliser le nom de "groupe des femmes de Jinjiang préoccupées par le pays", ou "Little Pink", en référence à la couleur de la page d'accueil du site. 

## Popularisation du terme
Le terme Little Pink a été popularisé lors de l'
élection pro-indépendance de Taïwan en janvier 2016, quand des internautes chinois ont alors inondé les médias sociaux taïwanais, et notamment la page Facebook de la nouvelle présidente pro-indépendance Tsai Ing-wen, de messages en faveur du Parti Communiste chinois et du rattachement de Taïwan à la Chine. Les Little Pink auraient été à l'origine de ce qui est désormais connu sous le nom de "guerre des mèmes de part et d'autre du détroit" (chinois : 两岸表情包大战 ; pinyin : liǎng'àn biǎoqíngbāo dàzhàn). Les netizens chinois ont alors repris ce terme et l'ont étendu à tous ceux qui défendent le régime sur internet.
La sortie du single en mandarin Fragile (chinois: 玻璃心), le 15 octobre 2021, contribue à populariser le terme Little Pink en Occident. Dans ce clip, le chanteur malaisien Namewee et la chanteuse australienne Kimberley Chen se moquent ouvertement des Little Pink : la couleur rose domine et un panda géant, référence explicite à la Chine, danse en salopette en imprimé treillis rose. Le clip devient viral et atteint 30 millions de vues avant d'être bloqué par la censure chinoise. 

## Démographie
Fréquemment comparés aux gardes rouges chinois dans les médias, les Little Pinks sont comme eux en très grande majorité des jeunes.
En 2016, le site Jinjiang Literature City, à l'origine du mouvement des Little Pink, comptait 16 millions d'utilisateurs enregistrés. 93 % de ces utilisateurs sont des femmes et 68 % ont entre 18 et 34 ans. 
Si aujourd'hui les Little Pink ne sont plus seulement cantonnés à ce site internet, ayant fait tâche d'huile dans toute la société, le terme reste aujourd'hui toujours associé en Chine à des jeunes internautes féminines.
Selon une étude publiée par l'Académie chinoise des sciences sociales, les Little Pink sont principalement des jeunes femmes âgées de 18 à 24 ans, dont plus de la moitié d'entre elles vivent dans de petites villes de troisième ou quatrième rang sur le continent. 

## Influence
The Economist liste quelques-uns des nombreux combats menés et gagnés par les Little Pink :
- En juin 2016, après des appels au boycott de la marque par les Little Pink Lancôme se sépare de Denise Ho, une chanteuse originaire de Hong-Kong en faveur de l'indépendance de sa ville
- En juillet 2016, la production du drama No Other Love décide de couper au montage toutes les scènes de l'acteur Leon Dai, après une campagne des Little Pinks qui fustigeaient son soutien à l'indépendance taïwanaise
- Les Little Pink ont bombardé les réseaux sociaux de Lady Gaga après sa visite au Dalaï-lama